# Dianthus pungens subsp. brachyanthus
Dianthus pungens brachyanthus es una subespecie de la familia de las cariofiláceas.

## Descripción
Planta muy variable. Hojas lineares y canaliculadas: Cáliz corto y ventrudo tras la floración; dientes de margen escarioso. Pétalos contiguos o no, subenteros, marginados o crenulados rosados pálidos.

## Distribución y Hábitat
Península ibérica y zonas montañosas del Rif, sierras de Andalucía, sistema Central, sistema Ibérico y hasta la cordillera Cantábrica y Prepirineo catalán. Habita en suelos pedregosos y matorrales aclarados.

## Taxonomía
Dianthus pungens brachyanthus fue descrita por (Boiss.) Bernal, Fern.Casas, G.López, M.Laínz & Muñoz Garm.  y publicado en Anales Jard. Bot. Madrid 44:186 (1987)
Citología
Número de cromosomas de Dianthus pungens subsp. brachyanthus (Fam. Caryophyllaceae): 2n=30
Taxones infraespecíficos
Todos son meras sinonimias, además de muchos - sino todos - los de las especies sinónimas.
Sinonimia
- Dianthus attenuatus Xatard ex Walp.
- Dianthus brachyanthus Boiss.
- Dianthus brachyanthus subsp. cantabricus Font Quer
- Dianthus brachyanthus var. maroccanus Pau & Font Quer
- Dianthus brachyanthus var. nivalis Willk.
- Dianthus pungens J.Gay ex Boiss.
- Dianthus subacaulis subsp. brachyanthus (Boiss.) P.Fourn.
- Dianthus subacaulis subsp. cantabricus (Font Quer) Laínz
- Dianthus subacaulis subsp. nivalis (Willk.) Malag.[4][5]

## Nombres comunes
- Castellano: clavel silvestre, clavelillo, clavelina, clavellina.[4]